# Vroege grasmot
De vroege grasmot (Crambus lathoniellus) is een vlinder uit de familie grasmotten (Crambidae).
De spanwijdte bedraagt ongeveer 20 millimeter.
De vroege grasmot vliegt al vroeg in het jaar. De vliegtijd loopt van mei tot en met september. Het verspreidingsgebied loopt van Europa via Centraal-Azië tot Zuidoost-Azië. Het leefgebied is grasland waar de rupsen in een spinselbuis aan de voet van gras leven.